# الاسویا
الاسویا (به لاتین: Alassoya) یک منطقهٔ مسکونی در گینه است که در Kindia Region واقع شده‌است.